# Skośny Żleb

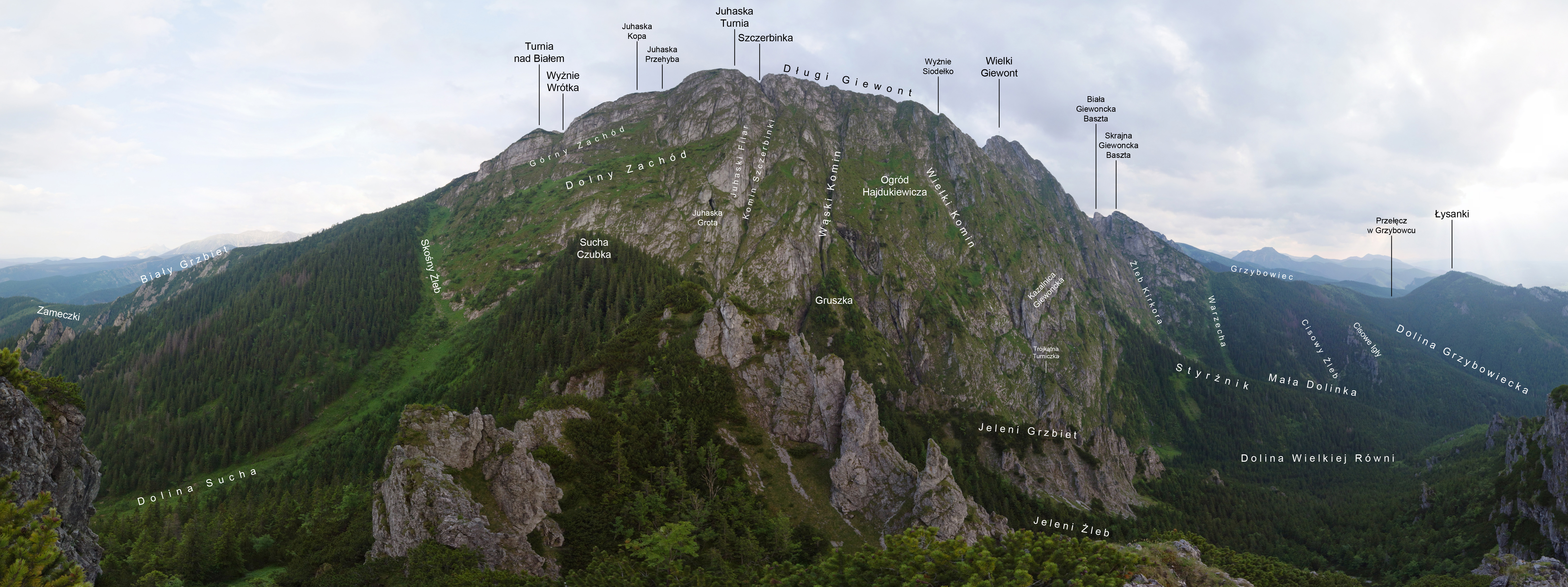
Dolina Sucha i Skośny Żleb po lewej stronie zdjęcia

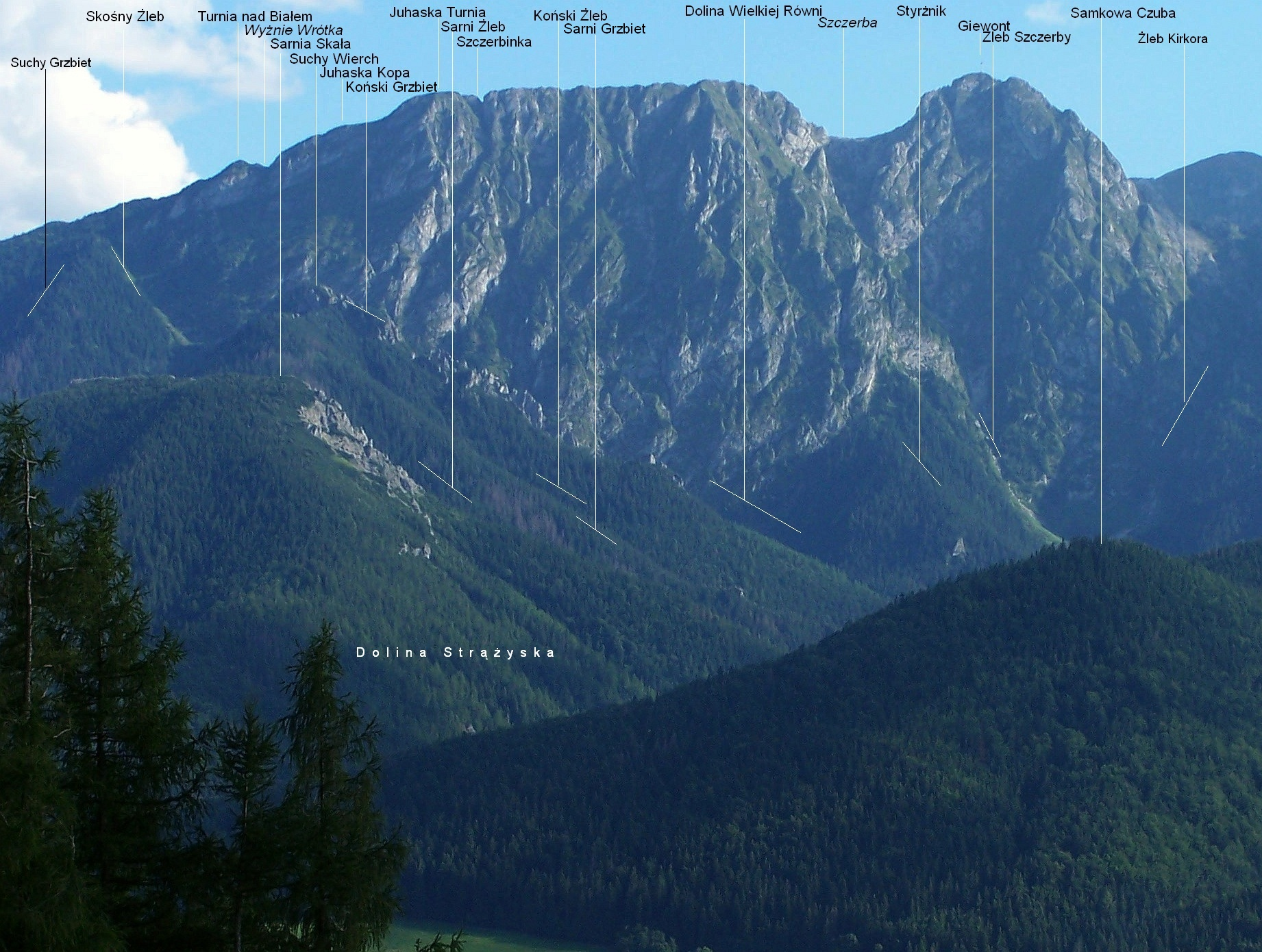
Północna ściana Giewontu

Skośny Żleb – żleb w północnych stokach Długiego Giewontu w polskich Tatrach Zachodnich, będący górnym przedłużeniem Doliny Suchej (zachodnia, górna odnoga Doliny Białego). Na mapie Geoportalu ma nazwę Świstówka. Wznosi się w południowo-wschodnim kierunku, podchodząc pod ścianę Turni nad Białem i Wyżnie Wrótka. Orograficznie prawe obramowanie Skośnego Żlebu tworzy lesisty Suchy Grzbiet oddzielający go od Potarganego Żlebu, lewe zaś stoki Turni nad Białem. Od tej strony dochodzą do żlebu dwa trawiaste zachody. Węższy i krótszy z nich to Górny Zachód, który w północnych ścianach Juhaskiej Kopy podchodzi pod północną depresję Juhaskiej Przehyby. Dolny Zachód ma miejscami ponad 100 metrów szerokości i kończy się Juhaskim Siodełkiem w Juhaskim Filarze opadającym z Juhaskiej Turni. Do lat 30. XX wieku wypasano na nim stada owiec.
W górnej części Doliny Suchej Skośny Żleb łączy się z Potarganym Żlebem. Dawniej zboczami Suchego Grzbietu, wzdłuż Skośnego Żlebu prowadziło jedno z przejść taternickich na Długi Giewont. Opisuje je Mariusz Zaruski w opracowaniu Na bezdrożach tatrzańskich. Giewont. Według jego opisów w pewnym miejscu ścieżka urywa się, żleb przechodzi w trawiastą, pokrytą młakami rówień, a bezpośrednio w ścianach Giewontu na lewo w skos ku górze, otwiera się szerokie, ogromne koryto, które nas łatwo wyprowadzi na grań w pobliżu (poniżej) Szerokiego Karbu (przełęcz Wyżnie Wrótka). Obecnie jednak jest to obszar ochrony ścisłej Regle Zakopiańskie, zamknięty dla turystów i taterników. Najwyższa część Skośnego Żlebu nadal jest trawiasta, a obydwa rozgałęziające się górą jego koryta tworzą lejkowate rozszerzenie. Zimą schodzą tędy lawiny.